# Triplectides dolichos
Triplectides dolichos là một loài Trichoptera trong họ Leptoceridae. Chúng phân bố ở miền Australasia.